# صنبار مبذول
صَنْبَار مبذول (الاسم العلمي: Arhopalus rusticus)، حشرة خاشبة من فصيلة خنافس طويلة القرون. وصفت من قبل لينيوس عام 1758. وهو نوع شائع في شمال ووسط أوروبا، سيبيريا، كوريا، منغوليا، اليابان وشمال الصين.